# Record of Lodoss War: Deedlit in Wonder Labyrinth
Record of Lodoss War: Deedlit in Wonder Labyrinth (Japans: ロードス島戦記ーディードリット・イン・ワンダーラビリンスー) is een actierollenspel ontwikkeld door Team Ladybug en mede-uitgegeven door Playism en Why so serious? (WSS Playground) voor Windows. Het spel werd op 27 maart 2021 wereldwijd uitgebracht, met latere versies voor de Nintendo Switch, PlayStation 4, PlayStation 5, Xbox One en Xbox Series.
Het spel is gebaseerd op de Record of Lodoss War-serie van Ryo Mizuno en speelt zich af vóór de gebeurtenissen van The Crown of the Covenant. Spelers besturen de hoge elf Deedlit, die ontwaakt in een mysterieus labyrint gevuld met herinneringen aan oude vijanden en bondgenoten. De gameplay richt zich op verkenning, gevechten tegen (mini)baasvijanden en het verzamelen van power-ups, geïnspireerd door Castlevania: Symphony of the Night. Spelers kunnen tijdens het spel wisselen tussen twee elementaire geesten om obstakels te overwinnen en vijanden te verslaan.
De titel werd oorspronkelijk gelanceerd via Steam Early Access in maart 2020 en kreeg gedurende 2020 en 2021 meerdere updates met nieuwe gebieden, spelmodi en balansaanpassingen. Het spel ontving gemengde tot positieve recensies en had volgens berichten in april 2021 meer dan 100.000 exemplaren verkocht.

## Beschrijving
Het spel volgt de hoge elf Deedlit, die op mysterieuze wijze ontwaakt in een verlaten en magisch doordrenkt labyrint. Zonder enige herinnering aan hoe ze daar terecht is gekomen, begint ze haar zoektocht naar antwoorden in een steeds veranderende wereld vol illusies, herinneringen en confrontaties met figuren uit haar verleden.
Terwijl Deedlit dieper het labyrint betreedt, ontmoet ze bekende bondgenoten en vijanden uit de wereld van Lodoss. Sommige lijken haar te helpen, terwijl anderen haar uitdagen in intense gevechten. Gedurende haar reis ontdekt ze dat het labyrint niet alleen haar fysieke uithoudingsvermogen op de proef stelt, maar ook haar innerlijke kracht en verbondenheid met degenen die ze ooit dierbaar was.
De gameplay is gebaseerd op het metroidvania-principe, waarbij spelers vrij kunnen verkennen, nieuwe vaardigheden verzamelen en gebieden ontgrendelen. Uniek aan het spel is het spiritsysteem, waarmee spelers kunnen wisselen tussen de windgeest Sylph en de vuurgeest Salamander. Door tactisch gebruik te maken van deze elementen kunnen vijandelijke aanvallen worden geneutraliseerd, obstakels worden overwonnen en geheime routes worden ontdekt. Het spel biedt snelle actie, vloeiende besturing en een stijlvol pixelartdesign dat hulde brengt aan klassieke 2D-actieplatformers.

## Speelbare personages
In Record of Lodoss War: Deedlit in Wonder Labyrinth is Deedlit het enige speelbare personage. Het spel draait volledig om haar avontuur in een mysterieus labyrint waarin zij bekende gezichten uit haar verleden ontmoet. Tijdens het verkennen en vechten krijgt de speler wel te maken met diverse NPC’s, eindbazen en figuren uit de originele serie, maar deze zijn niet bestuurbaar.
- Deedlit (Japans: ディードリット, Dīdoritto) is een hoge elf en de hoofdpersoon van het spel. Ze ontwaakt zonder uitleg in een vreemd labyrint waarin realiteit, herinneringen en magie door elkaar lopen. Met behulp van haar zwaardvaardigheden en magische vermogens navigeert ze door het doolhof, op zoek naar antwoorden over haar situatie.

## Ontwikkeling
Record of Lodoss War: Deedlit in Wonder Labyrinth werd in de loop van ongeveer een jaar ontwikkeld door Team Ladybug, een Japanse ontwikkelstudio die eerder bekendheid verwierf met titels als Shin Megami Tensei: Synchronicity Prologue en Touhou Luna Nights. De productie stond onder toezicht van Ryo Mizuno, de oorspronkelijke auteur van de Record of Lodoss War-romans.
Volgens uitgever Playism werd het project opgestart nadat een redacteur van de oorspronkelijke romans hen benaderde met het idee. Na het herbekijken van het bronmateriaal zagen ze een sterke visuele en thematische match met het werk van Team Ladybug, wat leidde tot de beslissing om met de ontwikkeling te beginnen.
Het spel is sterk geïnspireerd door klassieke titels zoals Castlevania: Symphony of the Night en de shoot-em-up Ikaruga. De levels en gameplaymechanieken zijn ontworpen rondom het verkenningselement dat ook centraal staat in het verhaal. Voor de ontwikkeling werd gebruikgemaakt van de Mogura Engine 2, dezelfde engine die eerder werd ingezet voor Touhou Luna Nights.